# Lista de golpes de Estado no Brasil
Está é uma lista de golpes de Estado no Brasil, considerando aqueles ocorridos desde a independência do país até os dias atuais.

## Golpes efetivados
| Golpe                       | Articulador(es), golpista(s) ou beneficiado(s)                                              | Principal golpeado                                  | Data                   | Observações |
| --------------------------- | ------------------------------------------------------------------------------------------- | --------------------------------------------------- | ---------------------- | --- |
| Noite da agonia             | Imperador Pedro I                                                                           | Assembleia Constituinte                             | 12 de novembro de 1823 | Exército invade a então sede do Congresso Constituinte. Autogolpe. |
| Declaração da Maioridade    | Imperador Pedro II                                                                          | Araújo Lima                                         | 23 de julho de 1840    | Fim do período regencial. Autogolpe. |
| Proclamação da República    | Deodoro da Fonseca                                                                          | Imperador Pedro II                                  | 15 de novembro de 1889 | Fim da monarquia no Brasil. |
| Golpe de Três de Novembro   | Deodoro da Fonseca                                                                          | Poder Legislativo                                   | 3 de novembro de 1891  | Fechamento do Congresso e declaração de Estado de Sítio. Autogolpe. |
| Revolução de 1930           | Getúlio Vargas e Junta Militar de 1930                                                      | Washington Luís (imediato); Júlio Prestes (mediato) | 24 de outubro de 1930  | Impediu a posse de Julio Prestes, que ocorreria em 15 de novembro do mesmo ano. Fechamento de Congresso. Fim da Primeira República.                                                                   |
| Golpe do Estado Novo        | Getúlio Vargas                                                                              | Poder Legislativo                                   | 10 de novembro de 1937 | Fechamento de Congresso. Autogolpe. Fim da Segunda República. |
| Deposição de Vargas         | Membros das Forças Armadas do Brasil e ministros do Estado Novo, como Goes Monteiro e Dutra | Getúlio Vargas                                      | 29 de outubro de 1945  | Golpe branco. Forçaram a assinatura de renúncia. Fim da Era Vargas e Terceira República (embora o Governo José Linhares seja citado por vezes como parte desse período).                              |
| Movimento de 11 de Novembro | Henrique Teixeira Lott                                                                      | Carlos Luz                                          | 11 de novembro de 1955 | Golpe preventivo em prol da posse de Juscelino Kubitschek. Sua extensão se deu nos impeachments de Carlos Luz e Café Filho.                                                                           |
| Golpe de 1964               | Castelo Branco, Comando Supremo da Revolução e Forças Armadas do Brasil                     | João Goulart                                        | 31 de março de 1964    | Presidência declarada vaga pelo presidente do Congresso, Auro de Moura Andrade, em 2 de abril, após movimentações militares, intensificadas entre 31 de março e 1º de abril. Fim da Quarta República. |

### Classificação controversa
Classificação como golpe controversa, pouca usada ou pouco conhecida na historiografia:
- Permanência de Floriano Peixoto - 1891; golpista: Floriano Peixoto.[2] Autogolpe: recusa em fazer nova eleição, conforme o art. 42 da CF/1891.
- Solução parlamentarista - 1961; golpistas: Junta Militar de 1961 (formada pelos ministros militares marechal Odílio Denys, ministro do Exército, brigadeiro-do-ar Gabriel Grün Moss, ministro da Aeronáutica, e almirante Sílvio de Azevedo Heck, ministro da Marinha) e Congresso Nacional; golpeado: João Goulart.[3]
- Promulgação do AI-12 - 1969; golpistas: Junta Militar de 1969, formada pelos ministros militares: General Aurélio de Lira Tavares, ministro do Exército, Almirante Augusto Rademaker, ministro da Marinha, e Brigadeiro Márcio de Sousa Melo, ministro da Aeronáutica; golpeado: Pedro Aleixo.[4][5] Fazendo uma analogia com a tomada de poder pela Junta de 1930, o presidente Costa e Silva seria o "golpeado" imediato, mas no caso, a motivação do seu afastamento forçado foi por problemas de saúde, contexto bem diferente da deposição de Washington Luís.

É necessário destacar que, fora os golpes de Estado, o Parlamento ou Congresso foi ainda fechado ou dissolvido outras 14 vezes: dissolvido 11 vezes pelo imperador Dom Pedro II, usando do Poder Moderador, no Segundo Reinado, convocando novas eleições parlamentares em seguida; e fechado outras três vezes pelos presidentes Castelo Branco (1966), Costa e Silva (1968) e Ernesto Geisel (1977), com o uso de poderes dados pelo Ato Institucional n.º 2 (AI-2) da ditadura militar brasileira, que permitia que o presidente da República decretasse recesso parlamentar. O Ato Institucional n.º 5 (AI-5) é por vezes citado como um "golpe dentro do golpe", o que também ocorreu com outros episódios.

## Tentativas frustradas
- Golpe de 30 de Julho (1832)
- Cabanada (1832–4)
- Revoltas liberais, suprimidas pelo então Barão de Caxias (1842)
- Revolução Praieira (1848–50)
- Primeira Revolta da Armada (1891)
- Segunda Revolta da Armada (1893–4)
- Revolta da Escola Militar da Praia Vermelha, durante a Revolta da Vacina (1904)[9]
- Bombardeio de Manaus (1910), tentativa de golpe no estado do Amazonas força a renúncia do Governador Antônio Clemente Ribeiro Bittencourt. No entanto, a intentona é frustrada pelas Forças Federais, que reconduzem o governador ao cargo sob ordens do Presidente Nilo Peçanha[10]
- Revolta dos sargentos (1915)
- Revolta dos 18 do Forte de Copacabana (1922)[11]
- Revolução Constitucionalista (1932)
- Intentona Comunista (1935)
- Levante Integralista (1938)
- Manifesto dos Generais (1954), estopim do suicídio de Getúlio Vargas[12]
- Conspiração contra a posse de JK, frustrada pelo Movimento de 11 de Novembro (1955)
- Revolta de Jacareacanga (1956)
- Revolta de Aragarças (1959)
- Veto à posse de João de Goulart, frustrado pela Campanha da Legalidade (1961)[nota 4]
- Revolta dos sargentos (1963)
- Planejamento de golpe de Estado no Brasil após as eleições (2022)
- Ataques às sedes dos Três Poderes (2023)[13]